# Torneo Rio-San Paolo 1950
Il Torneo Rio-San Paolo 1950 (ufficialmente in portoghese Torneio Rio-São Paulo 1950) è stato la 3ª edizione del Torneo Rio-San Paolo.

## Formula
Le 8 squadre partecipanti si affrontano in partite di sola andata. Vince il torneo la squadra che totalizza più punti.

## Partecipanti
| Squadra       | Città          | Stato          |
| ------------- | -------------- | -------------- |
| Botafogo      | Rio de Janeiro | Rio de Janeiro |
| Corinthians   | San Paolo      | San Paolo      |
| Flamengo      | Rio de Janeiro | Rio de Janeiro |
| Fluminense    | Rio de Janeiro | Rio de Janeiro |
| Palmeiras     | San Paolo      | San Paolo      |
| Portuguesa    | San Paolo      | San Paolo      |
| San Paolo     | San Paolo      | San Paolo      |
| Vasco da Gama | Rio de Janeiro | Rio de Janeiro |

## Risultati
| Casa/Trasferta | BOT | COR | FLA | FLU | PAL | POR | SPA | VAS |
| -------------- | --- | --- | --- | --- | --- | --- | --- | --- |
| Botafogo       |     |     |     |     | 3-0 | 3-5 |     |     |
| Corinthians    | 1-1 |     |     |     | 3-2 | 5-3 | 4-1 | 2-1 |
| Flamengo       | 2-2 | 6-2 |     | 2-1 |     |     | 3-4 |     |
| Fluminense     | 2-0 | 1-3 |     |     |     |     | 3-1 |     |
| Palmeiras      |     |     | 2-1 | 3-1 |     | 2-2 | 3-2 |     |
| Portuguesa     |     |     | 5-3 | 6-5 |     |     | 4-3 |     |
| San Paolo      | 5-4 |     |     |     |     |     |     | 2-2 |
| Vasco da Gama  | 3-2 |     | 1-1 | 3-1 | 3-2 | 5-2 |     |     |

## Classifica
| Pos. | Squadra       | Pt | G | V | N | P | GF | GS | DR |
| ---- | ------------- | -- | - | - | - | - | -- | -- | -- |
| 1.   | Corinthians   | 11 | 7 | 5 | 1 | 1 | 20 | 15 | +5 |
| 2.   | Vasco da Gama | 10 | 7 | 4 | 2 | 1 | 18 | 12 | +6 |
| 3.   | Portuguesa    | 9  | 7 | 4 | 1 | 2 | 27 | 26 | +1 |
| 4.   | Palmeiras     | 7  | 7 | 3 | 1 | 3 | 14 | 15 | -1 |
| 5.   | Flamengo      | 6  | 7 | 2 | 2 | 3 | 18 | 17 | +1 |
| 6.   | San Paolo     | 5  | 7 | 2 | 1 | 4 | 18 | 23 | -5 |
| 7.   | Botafogo      | 4  | 7 | 1 | 2 | 4 | 15 | 18 | -3 |
| 7.   | Fluminense    | 4  | 7 | 2 | 0 | 5 | 14 | 18 | -4 |

## Classifica marcatori
| Gol |  |  | Giocatore     | Squadra       |
| --- |  |  | ------------- | ------------- |
| 9   |  |  | Baltazar      | Corinthians   |
| 8   |  |  | Durval        | Flamengo      |
| 8   |  |  | Pinga         | Portuguesa    |
| 7   |  |  | Ademir        | Vasco da Gama |
| 7   |  |  | Aquiles       | Palmeiras     |
| 7   |  |  | Nininho       | Portuguesa    |
| 6   |  |  | Zezinho       | Botafogo      |
| 5   |  |  | Cláudio       | Corinthians   |
| 5   |  |  | Friaça        | San Paolo     |
| 5   |  |  | Octávio       | Botafogo      |
| 4   |  |  | Cidinho       | Flamengo      |
| 4   |  |  | Djalma Santos | Portuguesa    |
| 4   |  |  | Rodrigues     | Fluminense    |
| 4   |  |  | Valter        | Portuguesa    |